# Arctogalidia trivirgata
La civeta de dientes pequeños (Arctogalidia trivirgata) es una especie de mamífero carnívoro de la familia Viverridae. Está ampliamente extendida en el Sureste Asiático, encontrándose en el este de India y Bangladés, sur de China, Birmania, Tailandia, Laos, Vietnam, Camboya, en la península de Malaca y las islas de Sumatra, Java y Borneo.
Es la única especie del género monotípico Arctogalidia.

## Subespecies
Se han descrito las siguientes subespecies:
- Arctogalidia trivirgata trivirgata
- Arctogalidia trivirgata bancana
- Arctogalidia trivirgata fusca
- Arctogalidia trivirgata inornata
- Arctogalidia trivirgata leucotis
- Arctogalidia trivirgata macra
- Arctogalidia trivirgata major
- Arctogalidia trivirgata millsi
- Arctogalidia trivirgata minor
- Arctogalidia trivirgata simplex
- Arctogalidia trivirgata stigmaticus
- Arctogalidia trivirgata sumatrana
- Arctogalidia trivirgata tingia
- Arctogalidia trivirgata trilineata